# Volcán Pichincha
El Macizo de los Pichinchas son un conjunto de cerros y volcanes de Ecuador, situado en la capital del país, Quito. Pertenecen a la Cordillera Occidental de los Andes ecuatorianos. Sus principales volcanes son el Guagua Pichincha y el Ruku Pichincha. 
Presenta varias cumbres, que en la siguiente lista están mencionadas desde la geológicamente más vieja al noreste hasta la más nueva al suroeste. Algunos de los nombres de las cumbres fueron derivados del quichua.
- Loma de las Antenas.
- Kuntur Wachana (Nido de Cóndores en quichua)
- Ruku Pichincha (ruku = viejo en quichua)
- Cruz Loma
- Padre Encantado (también llamado Fraile Encantado)
- Guagua Pichincha (guagua = niño en quichua)

## Etimología
No existe consenso aún sobre la etimología de Pichincha, sin embargo una conjetura afirma que se refiere al gorrión andino o Zonotrichia capensis, que en idioma quichua era llamado originalmente Pichincha. Se cree que con la influencia del castellano, esta palabra fue tomando género masculino por lo que ahora se la suele llamar “pichinco” o “pichinchu”, según se puede escuchar en algunos lugares quechuahablantes. No obstante, de manera etimológica se puede rastrear la raíz  “pichi” y “pichiu” a los pájaros pequeños. Esto a su vez está relacionado con la tortolita alinegra o Metriopelia melanoptera, que daría el nombre a la ciudad de Quito.

## El Ruku Pichincha
El Ruku Pichincha cuenta con una altura de 4696 metros de altura sobre nivel del mar. Es un volcán inactivo que posee dos cráteres, uno dentro del otro, como resultado de sus erupciones. Es el volcán más cercano a la ciudad de Quito. 
Al sur del Pichincha, aledaña a la zona sur de Quito, también hay una loma volcánica llamada Ungúí.
El ruku Pichincha ha erupcionado en 1534, 1539, 1566, 1575, 1588, 1660 y 1662, cuando la ciudad fue cubierta por 30 centímetros de ceniza. Casi dos siglos habían transcurrido sin que haya torrentes de lava y sismos, y algunos geólogos creyeron que era ya un volcán inactivo.  El 22 de marzo de 1859 tuvo lugar su última gran  erupción, dejando a la  ciudad de Quito casi destruida. Las erupciones devastadoras de este volcán han sido referidas por Ricardo Palma en El Cristo de la Agonia (1893): "Casi dos siglos habían transcurrido sin que sus torrentes de lava y rudos estremecimientos esparciesen el luto y la desolación, y no faltaron geólogos que creyesen que era ya un volcán sin vida. Pero el 22 de marzo de 1859 vino a desmentir a los sacerdotes de la ciencia. La pintoresca Quito quedó entonces casi destruida. Sin embargo, como el cráter principal del Pichincha se encuentra al Occidente, su lava es lanzada en dirección de los desiertos de Esmeraldas, circunstancia salvadora para la ciudad que sólo ha sido víctima de los sacudimientos del gigante que la sirve de atalaya. De desear sería, no obstante, para el mayor reposo de su moradores, que se examinase hasta qué punto es fundada la opinión del barón de Humboldt, quien afirma que el espacio de seis mil trescientas millas cuadradas alrededor de Quito encierra las materias inflamables de un solo volcán".
El científico berlinés Alexander von Humboldt ascendió al Pichincha en 1802, durante su viaje de investigación por la América del Sur.

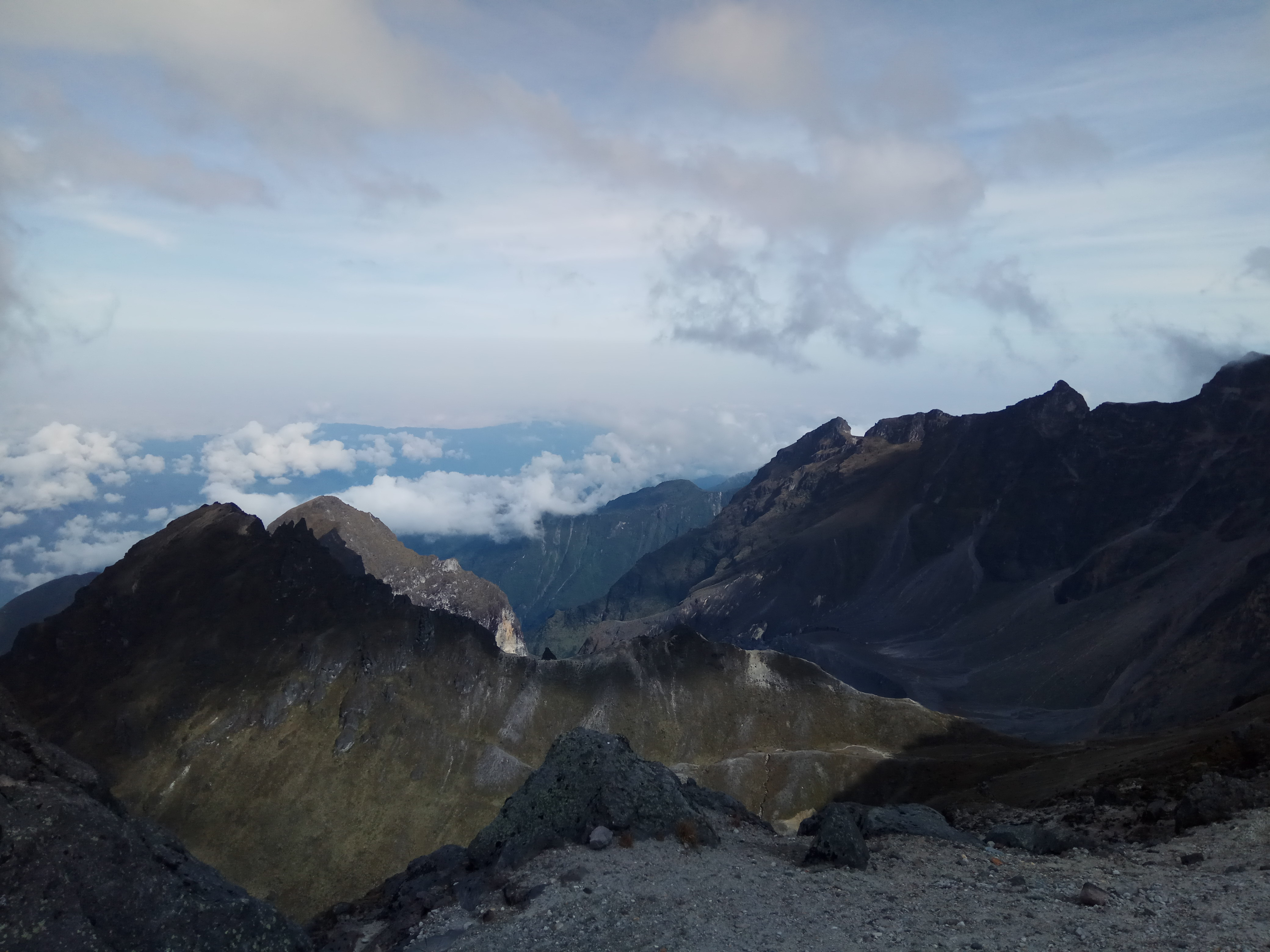
Cráter del volcán Guagua Pichincha

## El Guagua Pichincha
El Guagua Pichincha es el volcán más activo de los Andes Occidentales Ecuatorianos y del Ecuador, El volcán Guagua Pichincha tiene una altura de 4.784 metros y su última erupción registrada ocurrió en 1999.
La erupción del volcán Guagua Pichincha en 1999 fue una erupción explosiva que generó una nube de ceniza y gases volcánicos que se elevó a una altitud de varios kilómetros. La erupción afectó a la ciudad de Quito, que se encuentra a unos 15 kilómetros al este del volcán. La ceniza y los gases volcánicos cubrieron gran parte de la ciudad, afectando a la población y la economía local. No hubo víctimas mortales directas por la erupción, pero sí causó la evacuación de alrededor de 100.000 personas.
Se sabe que la primera expedición científica que investigó el volcán Guagua Pichincha fue liderada por el naturalista alemán Alexander von Humboldt en 1802. Humboldt y su equipo estudiaron la geología, flora y fauna de la región andina, incluyendo los volcanes de la cordillera.
Desde la erupción de 1999, el volcán Guagua Pichincha ha permanecido en un estado de actividad baja, con una actividad sísmica y fumarolas en su cráter. Los científicos continúan monitoreando la actividad del volcán para detectar cualquier signo de actividad eruptiva futura y tomar medidas preventivas para proteger a la población local.junto con el volcán Tungurahua. Se encuentra a 4776 metros de altitud sobre el nivel del mar.
En 1660 tuvo lugar la erupción más grande conocida de este volcán. Aunque no cayeron proyectiles piroclásticos en la ciudad, esta fue bañada por una capa de ceniza de 30cm de espesor en un radio de  1000 km.
En el año 1999 se produjo una actividad volcánica elevada. El 7 de octubre se produjo una explosión de ceniza en el cráter del volcán, elevando hasta 12 km de altura la ceniza. Quito quedó bajo cenizas. Durante varios meses las continuas expulsiones de cenizas del volcán generaron un panorama de desconcierto, a esto se le suma que en la fecha de 1999 el país pasaba por una crisis económica e institucional muy profunda.

##### Primera ascensión
La primera ascensión al Guagua Pichincha se registra en 1582 por José Toribio Ortiguera.

## Historia
Año de 1660, rebentó [sic] el volcán de Pichincha. Año de 1662, ocurrió el terremoto.
Fachada de la iglesia de San Agustín (Quito)

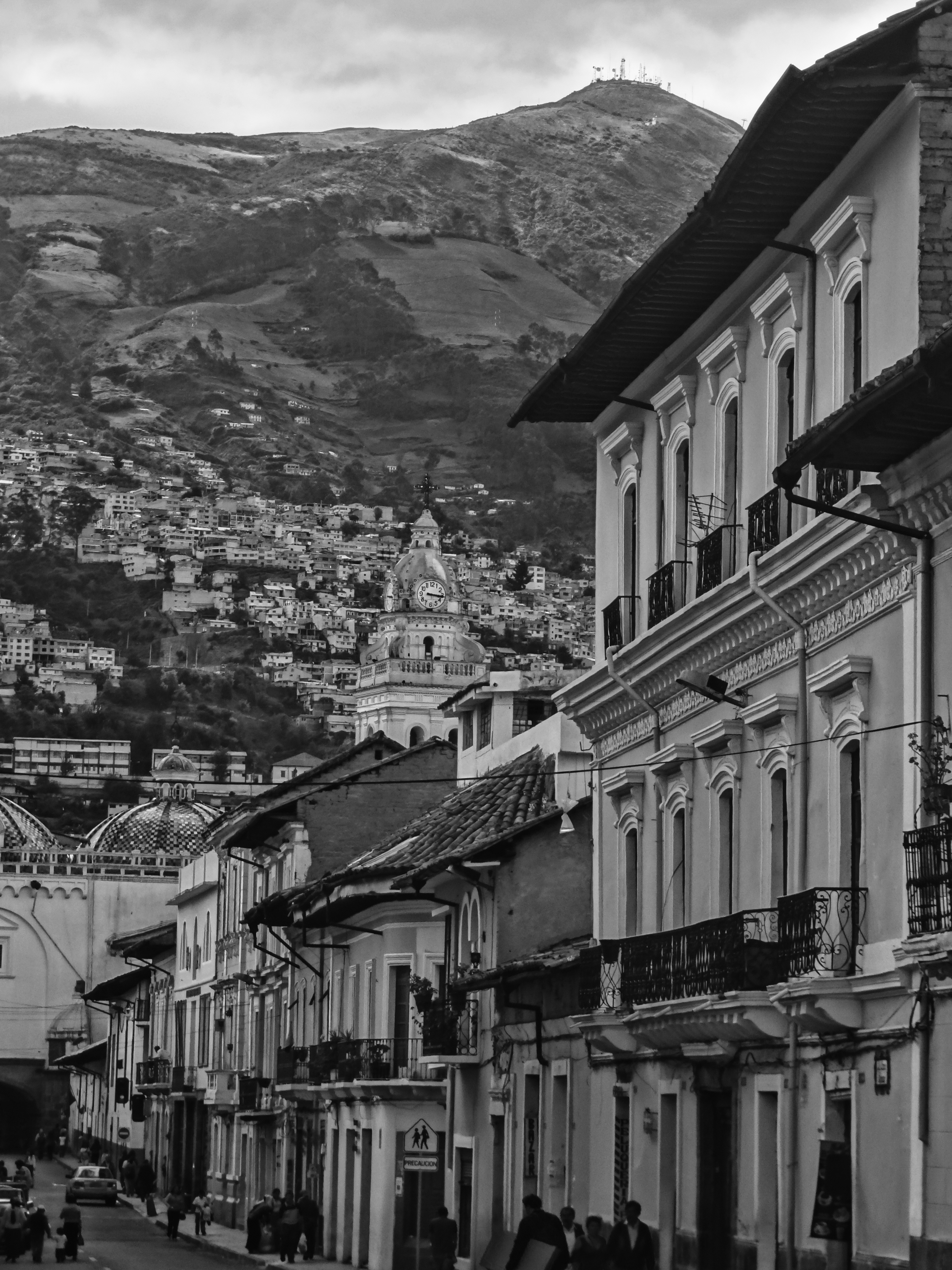
Una vista del Pichincha desde centro histórico de Quito

En las faldas del lado oriental del volcán tuvo lugar el 24 de mayo de 1822 la sangrienta batalla de Pichincha que afianzó para siempre la independencia del territorio que hoy es el Ecuador. El encuentro, enfrentó al ejércitos patriotas bajo el mando del general venezolano Antonio José de Sucre y al ejército realista comandado por el mariscal Melchor Aymerich. La derrota de las fuerzas realistas leales a España condujo a la liberación de Quito y aseguró la independencia de las provincias que pertenecían a la Real Audiencia de Quito, también conocida como la Presidencia de Quito, la jurisdicción administrativa colonial española de la que finalmente emergió la República del Ecuador.
Leyenda del volcán

Representación de la Batalla de Pichincha, donde los patriotas lograron la independencia de Ecuador.

Existe una vieja leyenda popular que cuenta la rivalidad de dos guerreros andinos, el Cotopaxi y el Chimborazo por el amor de la princesa Tungurahua. En esta lucha, que duró varios siglos, salió victorioso el guerrero Chimborazo, por lo tanto ganó el amor de la princesa Tungurahua. De esa unión nació el Guagua (hijo, niño en Quichua) Pichincha. Por este motivo se tiene la creencia de que cuando el  Guagua Pichincha tiene actividad el Tungurahua también se activa.
Entre 1998 y 1999 registró importante actividad sísmica causando una lluvia de ceniza sobre Quito en octubre de 1999.

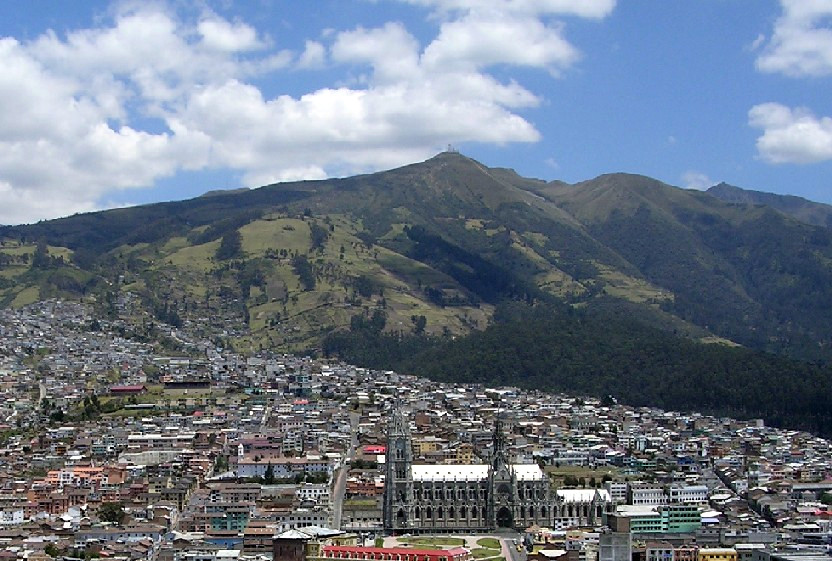
Cruz Loma, al sureste del Pichincha, (arriba) y la loma del barrio San Juan (abajo) con la Basílica del Voto Nacional, vistos desde el Itchimbia, una loma al este del centro histórico de Quito.

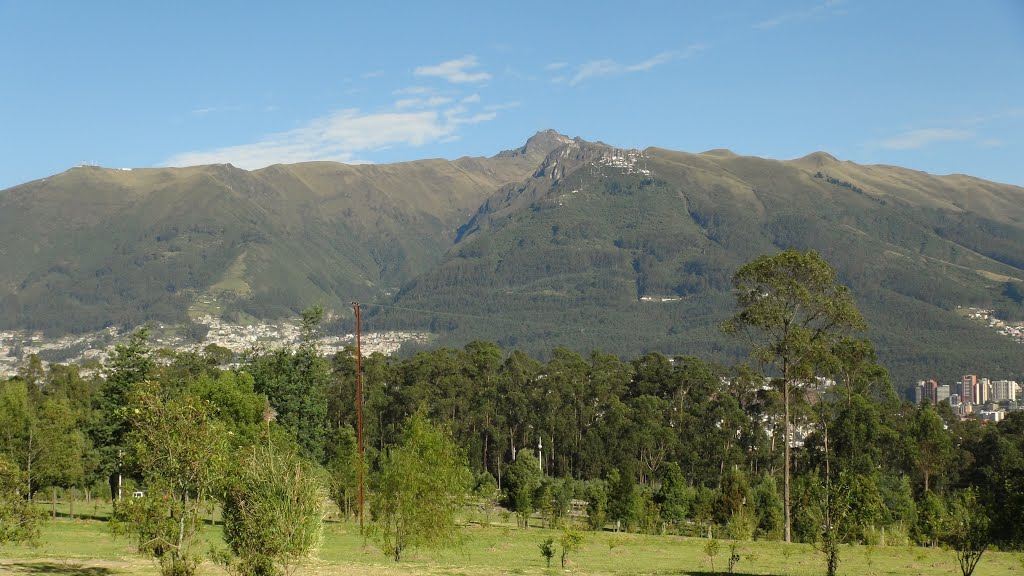
Volcán Pichincha desde el parque metropolitano Guangüiltagua

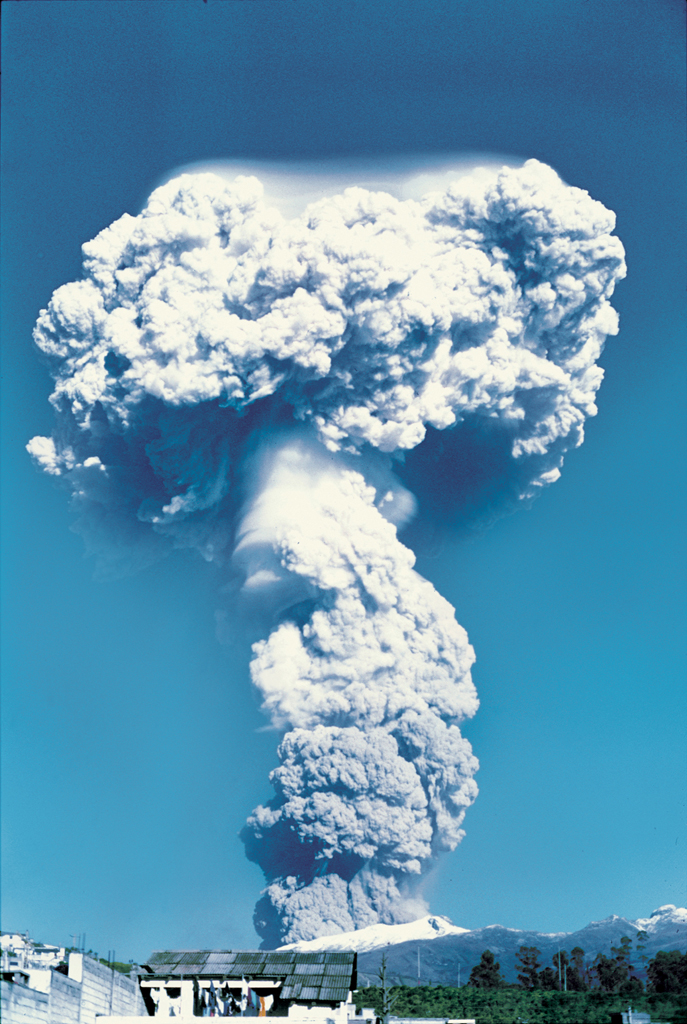
Foto a color de la erupción del Pichincha a finales del año 1999.
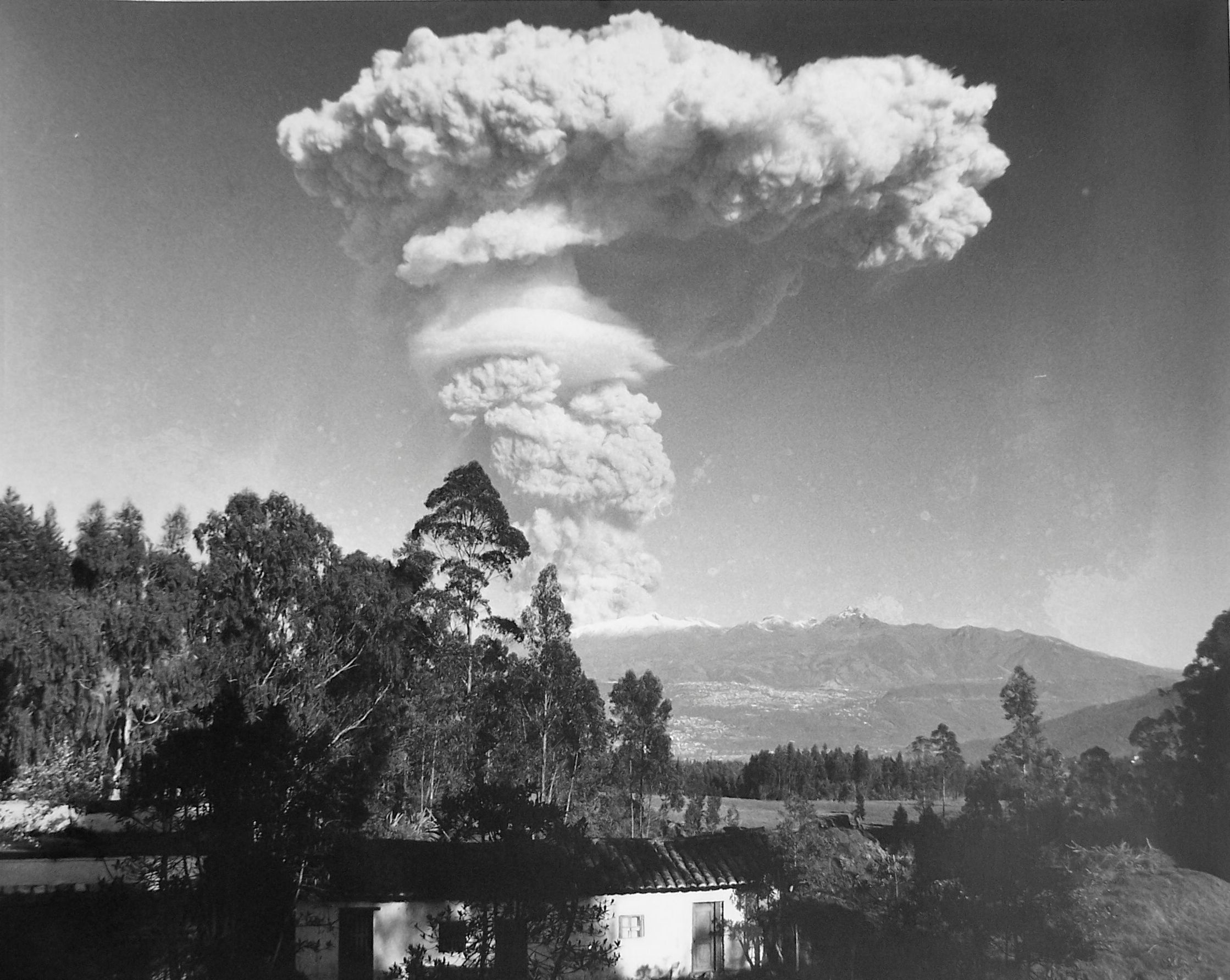
El "hongo" de ceniza que se vio en Quito en 1999.
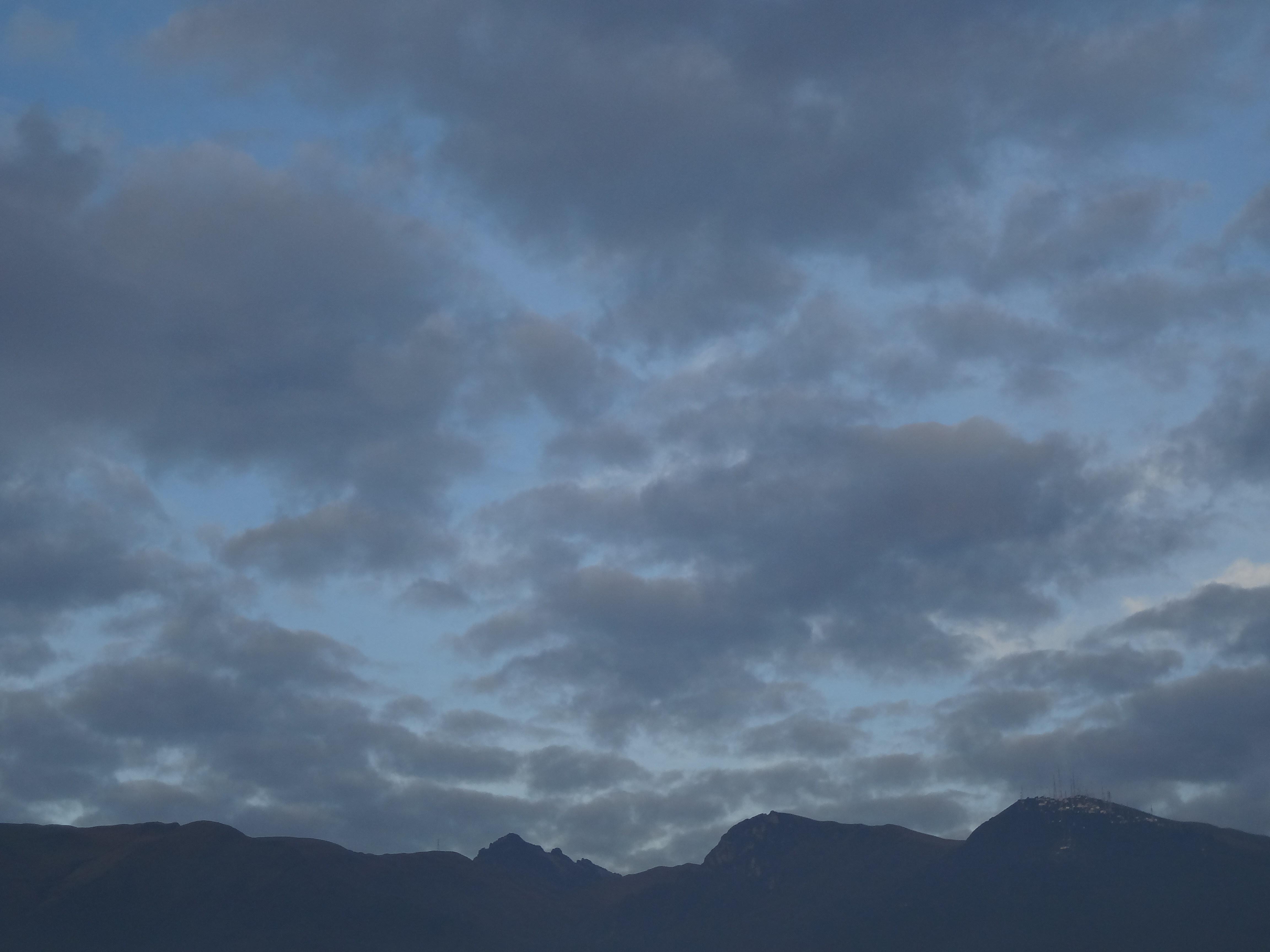
Puesta del sol sobre el volcán Pichincha.
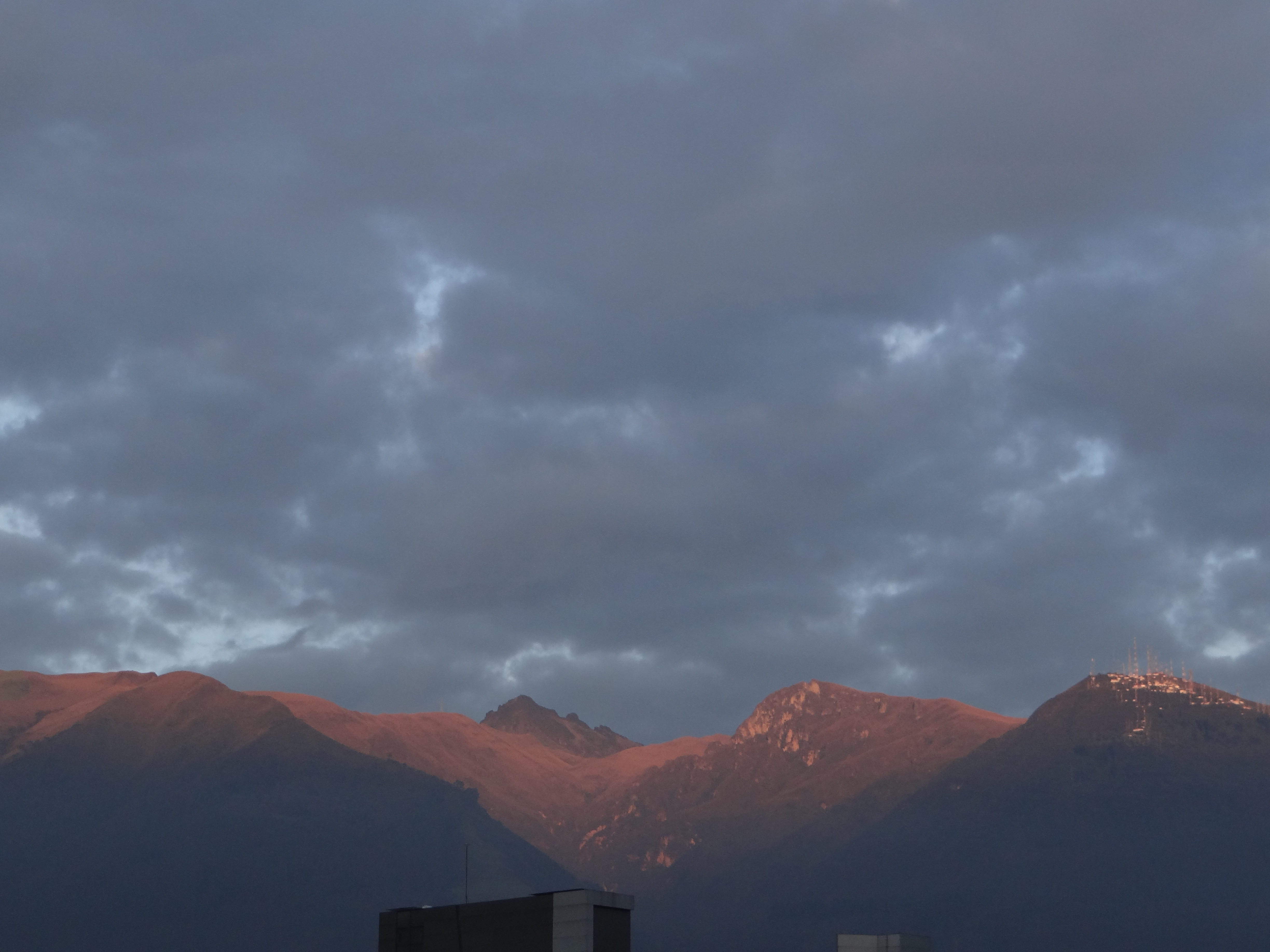
Salida del Sol sobre el Pichincha